# Sándor Szabó
Sándor Szabó (ur. 29 stycznia 1941 w Budapeszcie, zm. 7 sierpnia 1992 tamże) – węgierski szermierz, czterokrotny medalista mistrzostw świata.
Podczas mistrzostw świata w Turynie w 1961 roku Węgrzy w składzie: Ferenc Czvikovszky, Jenő Kamuti, László Kamuti, Kázmér Pacséri, Sándor Szabó i József Gyuricza zdobyli srebrny medal w zawodach drużynowych. Wynik ten powtórzył na mistrzostwach świata w Buenos Aires (1962), mistrzostwach świata w Moskwie (1966) i mistrzostwach świata w Ankarze (1970).
Wystartował na igrzyskach olimpijskich w Tokio w 1964 roku, gdzie indywidualnie i drużynowo zajął siódme miejsce. Na rozgrywanych cztery lata później igrzyskach olimpijskich w Meksyku indywidualnie odpadł w rundzie eliminacyjnej, a drużynowo był piąty. Brał też udział w igrzyskach olimpijskich w Monachium w 1972 roku, indywidualnie docierając do półfinałów, a drużynowo zajmując czwarte miejsce.